# Столбецкое (Костромская область)
Столбецкое — деревня в составе Ивановского сельского поселения Шарьинского района Костромской области России.

## История
В начале XVII века деревня принадлежала боярину князю Фёдору Мстиславскому, спустя некоторое время после смерти которого, в 1640 году вместе с другими деревнями была пожалована царём Алексеем Михайловичем князю Борису Репнину, от которого перешла его потомкам.
Согласно «Спискам населённых мест Российской империи» в 1872 году деревня относилась ко второму стану Ветлужского уезда Костромской губернии. В ней числилось 13 дворов, проживало 60 мужчин и 61 женщина.
Согласно переписи населения 1897 года в деревне проживало 215 человек (96 мужчин и 119 женщин).
Согласно «Списку населённых мест Костромской губернии» в 1907 году деревня относилась к Рождественской волости Ветлужского уезда Костромской губернии. По сведениям волостного правления за 1907 год в деревне числилось 41 крестьянский двор и 315 жителей. Основными занятиями жителей деревни были плотницкий и лесной промыслы.

## Население
| 2008 | 2010 | 2014 |
| ---- | ---- | ---- |
| 22   | ↗23  | ↗31  |

## Достопримечательности
В 3 километрах от деревни, у озера Паново обнаружено и раскопано городище марийцев. По заключению археологов, это была укреплённая стоянка рыболовов-звероловов, живших ещё в доисторический период.